# Live in San Francisco (album de Joe Satriani)
Pour les articles homonymes, voir Live in San Francisco.
Albums de Joe Satriani
Engines of Creation
(2000) Strange Beautiful Music
(2002)
Live in San Francisco est un album de Joe Satriani sorti en 2001, d'une durée de 2h30 environ. Il est certifié double disque de platine aux États-Unis et disque d'or au Royaume-Uni.

## Titres

### Disque 1
1. Time - 8:10
2. Devil's Slide - 4:44
3. The Crush of Love - 5:04
4. Satch Boogie - 5:28
5. Borg Sex - 5:28
6. Flying in a Blue Dream - 6:41
7. Ice 9 - 4:54
8. Cool #9 - 6:16
9. Circles - 4:20
10. Until We Say Goodbye - 5:36
11. Ceremony - 5:57
12. The Extremist - 3:39
13. Summer Song - 8:45

### Disque 2
1. House Full of Bullets - 6:55
2. One Big Rush - 4:06
3. Raspeberry Jam Delta-V - 6:53
4. Crystal Planet - 6:02
5. Love Thing - 3:48
6. Bass Solo - 6:28
7. The Mystical Potato Head Groove Thing - 6:24
8. Always with Me, always with You - 3:50
9. Big Bad Moon - 6:32
10. Friends - 4:07
11. Surfing with the Alien - 9:17
12. Rubina - 8:08

## Musiciens
- Joe Satriani : Guitare, Chant, Harmonica
- Jeff Campitelli : Batterie
- Stu Hamm : Basse
- Eric Caudieux : Guitare, Claviers